# Холматова Хідоят
Хідоят Холматова (Халматова) (1899, тепер Андижанська область, Узбекистан — ?) — радянська узбецька діячка, голова колгоспу «Кзил Октябр» Ізбаскентського району Андижанської області Узбецької РСР. Депутат Верховної ради СРСР 2-го скликання.

## Життєпис
Народилася в родині бідного коваля. З дитячих років виховувалася у родичів. У шістнадцятирічному віці її видали заміж за бідняка-арбакеша. Працювала у власному господарстві.
З 1933 року — колгоспниця, з 1935 року — бригадир колгоспу «Кзил Октябр» Кзил-Юлдузької сільської ради Ізбаскентського району Узбецької РСР. Збирала високі врожаї бавовни.
З осені 1937 року — голова колгоспу «Кзил Октябр» Кзил-Юлдузької сільської ради Ізбаскентського району Андижанської області Узбецької РСР.
Подальша доля невідома.

## Нагороди
- орден Леніна (1944)
- мала срібна медаль Всесоюзної сільськогосподарської виставки
- медалі
- дві Почесні грамоти Верховної ради Узбецької РСР